# Keul
Keul (rusky Кеуль) je opuštěné sídlo na břehu řeky Angara v Irkutské oblasti. Nachází se na levém břehu Bogučanské přehradní nádrže zhruba 60 km pod hrází Usť-Ilimské elektrárny. 

## Historie
Území bylo do 17. století pouze směsnou oblastí vlivu tunguzských a burjatských kmenů. Prvními Rusy, kteří se objevili v tomto místě, byli členové legendární objevitelské výpravy Děmida Sofonoviče Pjandy, kteří se po objevení veletoku Lena plavbou po Nižné Tunguzce vraceli po proudu Angary na podzim 1623 k Jeniseji. V roce 1629 se z Jenisejsku proti proudu Angary vypravila kozácká skupina pod vedením Vasilije Bugora za účelem objevení a vybudování nové cesty k Leně, tentokráte již podél pravobřežní  soustavy Angary. Tato cesta, známá později jako Lenský volok, se stala základem pro lodní dopravu zboží z východní Sibiře. Během této úspěšné výpravy byly také založeny pobřežní pevnosti, tzv. ostrohy, které se staly základem měst Ilimsk a Usť-Kut. V následujících padesáti letech byl ostroh Ilimsk vybudován do podoby sídla se stálými obyvateli s civilními i církevními statky, takže již bylo možné zakládat nové osady na březích Angary.
Na konci jara 1687 se z pevnosti Ilimsku po proudu řeky Ilim k ústí s Angarou vypravilo na lodích 8 rodin s cílem založit rybářské a zemědělské usedlosti v ústí řek Badarma, Nevonka, Tušama a Keulka na levém břehu Angary a ústí řeky Kata na pravém břehu. Na březích Keulky se usadily první dvě rodiny a v roce 1764 se osada již ocitla v soupisu osad nově vzniklé Irkutské gubernie, jako součást tzv. Ilimské volosti. Do první světové války se sídlo vyvíjelo samostatným způsobem, typickým pro tuto oblast. V 18. století se vesnice na středním toku Angary staly domovem pro četné komunity starověrců. V roce 1885 byla ve vesnici postavena dvoutřídní církevní škola, ve které se vyučovala aritmetika, čtení, psaní, Nový zákon, církevní zpěv a dějiny Veliké Rusi. 

### 20. století
Na počátku 20. století měla vesnice přes 50 stavení. První světová válka snížila stav mužské populace zhruba o třetinu, v následném období museli obyvatelé čelit nájezdům banditů, kteří v oblasti zůstali po rozpadu Kolčakovy armády. Po krátkém období klidu zasáhla do osudů obyvatel druhá světová válka, ze které se domů nevrátilo 167 lidí (mužů i žen). Konec dějin jednoho z nejstarších sídel ve Východní Sibiři pak určila výstavba Bogučanské vodní elektrárny.

### Nový Keul
V roce 1971 bylo definitivně  rozhodnuto o vybudování energetického stupně Bogučany. V první fázi projektu byla určena kóta vzedmuté hladiny 185 m n. m. Za této situace by se měly pod vodou ocitnout vesnice z Usť-Ilimské oblasti Tušama, Keul, Jodarma a Keta. Z federálních zdrojů, určených pro výstavbu Bogučanského vodního díla se začal budovat komplex zemědělských staveb a provozů na vyvýšenině 1 km od historické vesnice Keul, nazvaný Nový Keul. Vznikly tak pracovní příležitosti pro obyvatele zatopených vesnic. Pro potřeby nového Nevonsko-Keulského sovchozu bylo vykáceno 8 000 ha tajgy a přeměno v zemědělskou půdu. Byla postavena a zařízena nová škola a poliklinika. Počet obyvatel přesáhl hodnoty 1200. Historická škola z roku 1885 ve Starém Keulu byla přemístěna do skanzenu Talcy u Irkutsku.

### 21. století

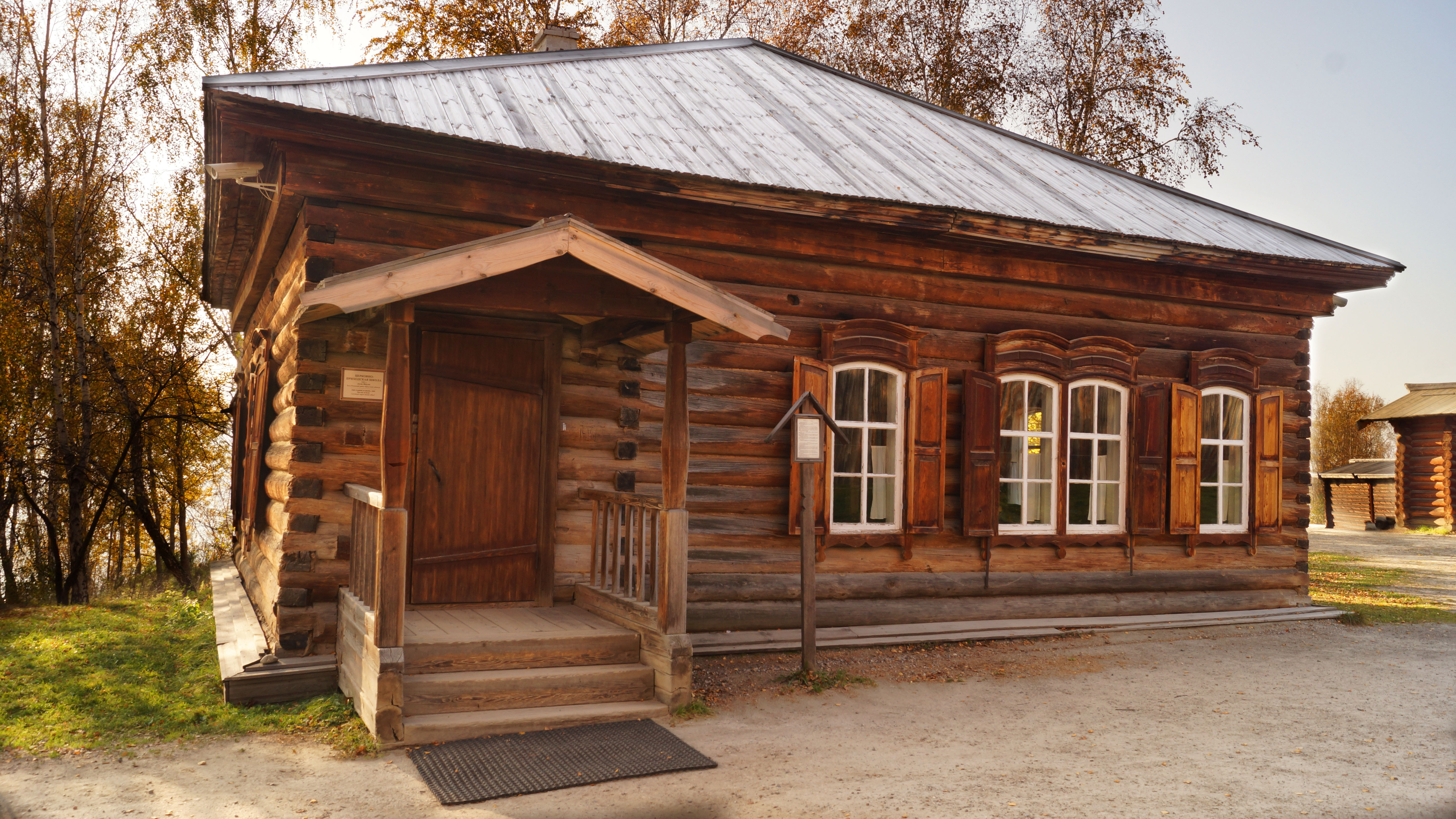
Církevní škola z roku 1885 ve skanzenu Talcy u Irkutsku

Po vybudování Nového Keulu bylo obyvatelům oznámeno, že konečná kóta Bogučanské přehradní nádrže bude 208 m, tedy o 23 m výše, než určoval původní projekt. V takovém případě měla být zatopena elektrokotelna a voda se měla dostat do sklepů. Most mezi sídlem Tušama a Nový Keul byl stržen jako neschopný odolat hydrostatickému tlaku v nových podmínkách. Nový Keul se stal zbytečně postaveným městem. Posledními obyvateli Keulu byli polští archeologové.   
Po naplnění nádrže na konečnou kótu 208 m bylo zjištěno, že již vysídlený Nový Keul je obyvatelný a že vysídlení bylo zbytečné. Ve stejné době bylo zjištěno, že ukotvení pilířů mostu přes řeku Tušama tlaku vody odolalo. tj. že nemusel být rozbořen.  Most pro případný návrat do Keulu byl stržen zbytečně. O odevzdanosti místních obyvatel píše Alexandr Solženicyn ve sbírce Рассказы и крохотки.
Na sanaci opuštěného sídla nebyly uvolněny prostředky ani z federálních ani z oblastních rezerv. Nový Keul začal zarůstat tajgou.

## Přítomnost a budoucnost
Opuštěné město se stalo lákadlem pro fotografy, zvědavce, vědce a dobrodruhy. Ke Keulu míří trasy off-roadových soutěží. Pro materiál z ruin přijíždějí dlouhými oklikami nákladní automobily z dalekého okolí. Louky jsou na velkých plochách stále obdělávány. Dříve prudká a mělká Angara se stala klidnou hladinou a rozvíjí se vodní doprava. Pilíře mostu přes řeku Tušama zbořeny nebyly. Opuštěný Keul nemusí zůstat zapomenutý. 